# Mohamed Zine El Abidine
Mohamed Zine El Abidine (en árabe: محمد زين العابدين‎) es un musicólogo y político tunecino.

## Biografía

### Estudios
Mohamed Zine El Abidine posee tres doctorados de la Universidad de París I Panthéon-Sorbonne en estética y geopolítica, en sociología política y cultural y finalmente en historia y ciencias musicales.

### Carrera profesional
Experto de la Unesco y autor de numerosas publicaciones científicas, ha dirigido los Institutos Superiores de Música de Túnez y Susa, así como la edición de 2016 del Festival Internacional de Cartago.

### Ministro
El 27 de agosto de 2016, fue designado ministro de Cultura en el gobierno de Youssef Chahed. Posteriormente se unió al partido presidencial, Nidaa Tounes.

### Distinciones
Caballero (2003)  y luego Gran Cordón (2019) de la Orden del Mérito de Túnez.